# Луччи, Сьюзан
Сьюзан Луччи (англ. Susan Lucci; род. 23 декабря 1946, Скарсдейл, Нью-Йорк) — американская актриса, предпринимательница, писательница и телеведущая, вошедшая в историю благодаря роли Эрики Кейн в телесериале «Все мои дети». Персонаж считается культурной иконой в истории американского телевидения, а таблоиды «TV Guide», «The New York Times» и «Los Angeles Times» присвоили Луччи титул «Ведущей леди дневного телевидения». Ещё в 1991 году она стала самой высокооплачиваемой актрисой на телевидении с зарплатой более $ 1 млн в год.
Начиная с 1978 года она рекордные двадцать один раз ежегодно номинировалась на дневную премию «Эмми» за лучшую женскую роль в драматическом сериале, а получила её впервые только в 1999 году. Когда объявили имя победителя, аудитория разразилась овациями, продолжавшимися в течение нескольких минут. После появления актрисы на сцене камеры операторов засняли её коллег по сериалу и телезвезду Опру Уинфри, спешившую поздравить актрису с победой.
В 1996 году «TV Guide» поместил её на тридцать седьмое место в списке «Пятидесяти величайших телевизионных икон в истории». Она была удостоена собственной звезды на Голливудской «Аллее славы» в 2005 году и была введена в Зал славы телевидения в 2006 году. Также Луччи сыграла главные роли во множестве телефильмов, снялась в комедийных шоу Saturday Night Live и «Красотки в Кливленде», а также на протяжении многих лет выпускает свою линию продуктов The Susan Lucci Collection, включающую в себя средства для ухода за кожей и волосами, парфюм и нижнее бельё.

## Ранняя жизнь
Сьюзан Луччи родилась в Скарсдейле (штат Нью-Йорк) в семье Жанетт и Виктора Луччи. Её отец итальянского происхождения, а мать шведка.

## Карьера

### «Все мои дети»
Луччи наиболее известна по роли Эрики Кейн в телесериале «Все мои дети», в котором снималась с 5 января 1970 года и до самого финала (в сентябре 2011 года). За эту роль она номинировалась на премию «Эмми» ежегодно (начиная с 1978 года), и впервые получила её в только в 1999 году (с девятнадцатой попытки). Общее количество её номинаций на эту премию достигло рекордных двадцати одного раза, а ежегодные проигрыши вошли в поп-культуру. Сама актриса сделала пародию на себя и других актёров в шоу «Субботним вечером в прямом эфире».
Когда объявили имя победителя, аудитория разразилась овациями, продолжавшимися в течение нескольких минут. После появления актрисы на сцене камеры операторов засняли её коллег по сериалу и телезвезду Опру Уинфри, спешившую поздравить актрису с победой.
Сериал завершился в сентябре 2011 года после сорока одного года в эфире. Луччи публично раскритиковала президента ABC Daytime за его неудачные попытки перестроить дневное программирование на канале и последующий спад рейтингов мыльной оперы, что привело к её закрытию.

### Другие проекты
Луччи снялась также в нескольких кино- и телевизионных фильмах и сериалах. В 1982 году она сыграла саму себя в фильме Гарри Маршалла «Молодость, больница, любовь». В 1986 году сыграла роль Дарьи Романовой в фильме «Анастасия: Тайна Анны». Участвовала в шоу «Субботним вечером в прямом эфире», в котором пародировала персонажей разных телесериалов.
В 1990—1991 годах актриса достигла пика своей популярности, играя в финальном сезоне культового сериала «Даллас».В 1995 году она сыграла в фильме канала Lifetime «Эбби и духи рождества», очередной версии повести «Рождественская песнь в прозе». В 1999 году получила признание критиков за выступление в бродвейском мюзикле «Энни получает ваше оружие». В 2004 году была приглашённой звездой в двух эпизодах ситкома «Королева экрана».
В 2008 году она стала одной из звёздных участников американской версии шоу «Танцы со звёздами», где заняла шестое место.
Летом 2010 года Луччи появилась в эпизоде ситкома «Красотки в Кливленде», сыграв саму себя. В феврале 2011 года она вновь появилась в сериале в двух эпизодах, специально снятых о ней, а также в третьем сезоне шоу. В 2012 году была приглашённой звездой в шестом сезоне сериала «Армейские жёны». В 2013—2016 годах Луччи снималась в сериале «Коварные горничные».

## Личная жизнь
13 сентября 1969 года вышла замуж за австрийского бизнесмена Хельмута Хубера. 
- Дочь — Лиза Хубер (род. в 1975 году), актриса;
- сын — Андреас Хубер, профессиональный игрок в гольф.

Она стала бабушкой, когда её дочь Лиза 23 декабря 2006 года, в день 60-летия Луччи, родила ребёнка.
Является членом Республиканской партии США.
Осенью 2018 года перенесла экстренную операцию на сердце.
Муж Луччи умер 28 марта 2022 года в возрасте 84 лет.

## Фильмография
| Год                | Название на русском              | Название на английском         | Роль                      | Примечания                   |
| ------------------ | -------------------------------- | ------------------------------ | ------------------------- | ---------------------------- |
| 1969               | Прощай, Колумб                   | Goodbye, Columbus              | Свадебный Гость           |                              |
| 1970-2011          | Все мои дети                     | All My Children                | Эрика Кейн                | Главная роль                 |
| 1982               | Молодость, больница, любовь      | Young Doctors in Love          | камео                     |                              |
| 1982               | Лодка любви                      | The Love Boat                  | Паула Гастингс            | 1 эпизод                     |
| 1983               | Остров фантазий                  | Fantasy Island                 | Джина Эдвардс             | 1 эпизод                     |
| 1984               | Каскадёры                        | The Fall Guy                   | Вероника Реми             | 1 эпизод                     |
| 1984               | Приглашение в Ад                 | Invitation To Hell             | Джессика Джонс            |                              |
| 1986               | Принцесса мафии                  | Mafia Princess                 | Антуанетта Джанкана       |                              |
| 1986               | Анастасия: Загадка Анны          | Anastasia: The Mystery of Anna | Дарья Романова            |                              |
| 1987               | Тайные страсти                   | Haunted by Her Past            | Карен Беккет              |                              |
| 1988               | Леди-гангстер                    | Lady Mobster                   | Лорен Касл                |                              |
| 1990               | Субботним вечером в прямом эфире | Saturday Night Live            | Разные роли               |                              |
| 1990-1991          | Даллас                           | Dallas                         | Хиллари Тейлор            | 6 эпизодов                   |
| 1991               | Женщина, которая согрешила       | The Woman Who Sinned           | Виктория Робсон           |                              |
| 1992               | Убийца                           | Double Edge                    | Мэгги Даттон / Кармен Мур |                              |
| 1993               | Между любовью и ненавистью       | Between Love and Hate          | Вивиан Конрад             |                              |
| 1994               | Французский шелк                 | French Silk                    | Клэр Лоран                |                              |
| 1995               | Соблазнённая и преданная         | Seduced and Betrayed           | Виктория Ландерс          |                              |
| 1995               | Эбби и духи рождества            | Ebbie                          | Элизабет «Эбби» Скрудж    |                              |
| 1998               | Кровь на её руках                | Blood on Her Hands             | Изабель Коллинз           |                              |
| 2004               | Королева экрана                  | Hope & Faith                   | Жаклин Карр               | 2 эпизода                    |
| 2005               | Такая Рэйвен                     | That’s So Raven                | Мисс Шарлотта Романо      | 1 эпизод                     |
| 2011-2012          | Красотки в Кливленде             | Hot in Cleveland               | Сьюзан Луччи              | 4 эпизода                    |
| 2012               | Армейские жёны                   | Army Wives                     | Одри Уитакер              | 3 эпизода                    |
| 2012 — наст. время | Смертельные дела                 | Deadly Affairs                 | Ведущая                   |                              |
| 2013 — 2016        | Коварные горничные               | Devious Maids                  | Женевьева Дэлатур         | Регулярная роль, 46 эпизодов |